# Conservatoire à rayonnement régional Pau-Béarn-Pyrénées
Le Conservatoire à rayonnement régional Pau-Béarn-Pyrénées est un établissement d'enseignement artistique agréé et contrôlé par l'État (direction générale de la Création artistique du ministère de la Culture) représenté par la direction régionale des Affaires culturelles, classé conservatoire à rayonnement régional depuis le 23 avril 2024 et situé à Pau (Pyrénées-Atlantiques, France). Il propose trois spécialités : musique, théâtre et danse.

## Historique
Le conservatoire Pau-Béarn-Pyrénées fut créé en tant qu'école municipale de musique par arrêté municipal en date du 21 février 1908. La création de cette institution était en réflexion depuis 1903. Le 28 mai 1921, cet établissement devenait École nationale de musique contrôlée pédagogiquement par l'État. Avec le changement de statut de l'école, le conseil municipal prend la décision de transférer ses activités de la rue Jean-Baptiste-Carreau à la rue Samonzet.
En septembre 2003, la communauté d'agglomération Pau-Pyrénées récupère la gestion et l'exploitation des activités du conservatoire. Dans les mêmes temps, il déménage dans l'ancien couvent des Réparatrices.
En octobre 2006, les écoles municipales et nationales de musique, de danse et de théâtre et les conservatoires nationaux de région changent de dénomination. C'est par cette occasion que celle de Pau devient conservatoire à rayonnement départemental.
Le 23 avril 2024,, le conservatoire obtient le statut de conservatoire à rayonnement régional après le dépôt d'un dossier en mars 2023.

### Direction
- Christine Frémaux : 2009 - 2019[11]
- Bernard Lévy, Jean-Claude Zéronian et Cécile Toribio-Mercier (triumvirat par intérim) : 2019-2020[12]
- Gilles Guilleux : 2020-2025[13],[14]

## Enseignements

### Parcours dispensés
En 2024, le Conservatoire délivre des enseignements dans les disciplines suivantes :

#### Pôle musique
- Polyphoniques
- Cordes
- Musiques anciennes
- Vents
- Culture musicale et Création, Intervention en milieu scolaire
- Pratiques collectives

#### Pôle arts de la scène
- Danse
- Théâtre
- Voix
- Jazz
- Musiques et Danses traditionnelles

#### Partenariats
Le conservatoire propose aux étudiants de la licence de Lettres parcours lettres, cinéma, théâtre, danse de l'université de Pau et des pays de l’Adour de passer les auditions et de suivre les cours de théâtre et d'être inscrits de façon gratuite. Réciproquement, les cours à l'université sont dispensés de façon gratuite pour les élèves du conservatoire,.
Il entretient également un partenariat avec la compagnie Elephant in the Black Box. Ainsi, les élèves de cette compagnie bénéficient du statut d'auditeur libre pour 30 € et peuvent s'inscrire en diplôme d'études chorégraphiques.
Le conservatoire, en partenariat avec l’Éducation nationale, s’inscrit dans un cycle de classes à horaires aménagés. Trois écoles participent à ce dispositif. En musique, ce sont l'école élémentaire Nandina Park et le collège Jeanne d'Albret à Pau. Et en théâtre, le collège Simin Palay à Lescar.

### Diplômes délivrés
En tant que conservatoire à rayonnement régional, le conservatoire de Pau peut délivrer un certificat d'études chorégraphiques, musicales ou théâtrales et un diplôme d'études chorégraphiques, musicales ou théâtrales correspondant à la fin du cycle spécialisé.

## Locaux

### Le couvent des Réparatrices
En 2003, à la suite du transfert du conservatoire à la communauté d'agglomération Pau Béarn Pyrénées, il est décidé de déménager les activités, jusqu'alors limités à l'enseignement musical à l'ancien couvent des Réparatrices. Aujourd'hui, le lieux abrite les enseignements de musique et de danse, plus de 70 salles de cours et un auditorium. Le siège du conservatoire y est installé. Situé rue des Réparatrices, il est accessible via le réseau Idelis aux arrêts Conservatoire (), Lycée Saint-Criq () et Faisans (,  et ) et avec le Fébus à l'arrêt Barthou-Beaumont.
Le couvent des Réparatrices abrite un orgue Cavaillé-Coll restauré en 2011, avec le concours de la Communauté d'agglomération Pau Béarn Pyrénées, la Fondation du patrimoine et de la Fondation Total,. De plus, il détient 2 orgues dont un Rémy Mahler.

### La Trinity Church
Après la réalisation du complexe culturel du Foirail en 2022, le cinéma d'art et d'essai qui prenait place au 6, rue Bargoin déménage et laisse les locaux vide,. Cet espace permet au conservatoire de donner un espace pour dispenser les cours d'art dramatique. Le lieux prend le nom de Trinity Church en 2024. L'ancienne chapelle héberge également les activités du Centre de Recherche et de Création Théâtrale de Pau.
Situé rue Bargoin, il est accessible grâce à la ligne  à l'arrêt Pasteur.

### L'ancien casino duPalais Beaumont
Avant d'occuper les locaux de l'ancien cinéma, la section théâtre du conservatoire suivait ses cours dans l'enceinte de l'ancien casino du Palais Beaumont.

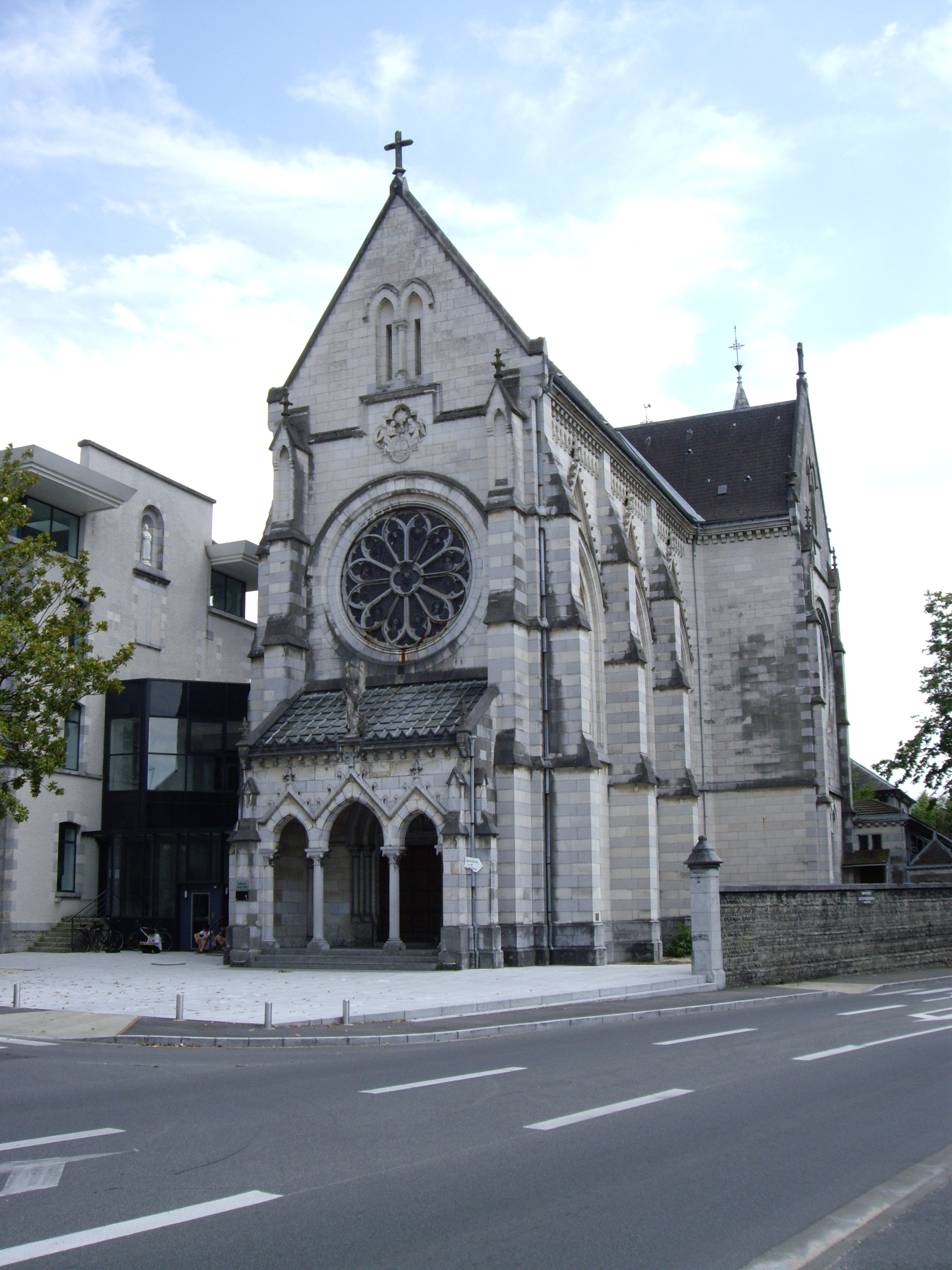
Chapelle du couvent des Réparatrices
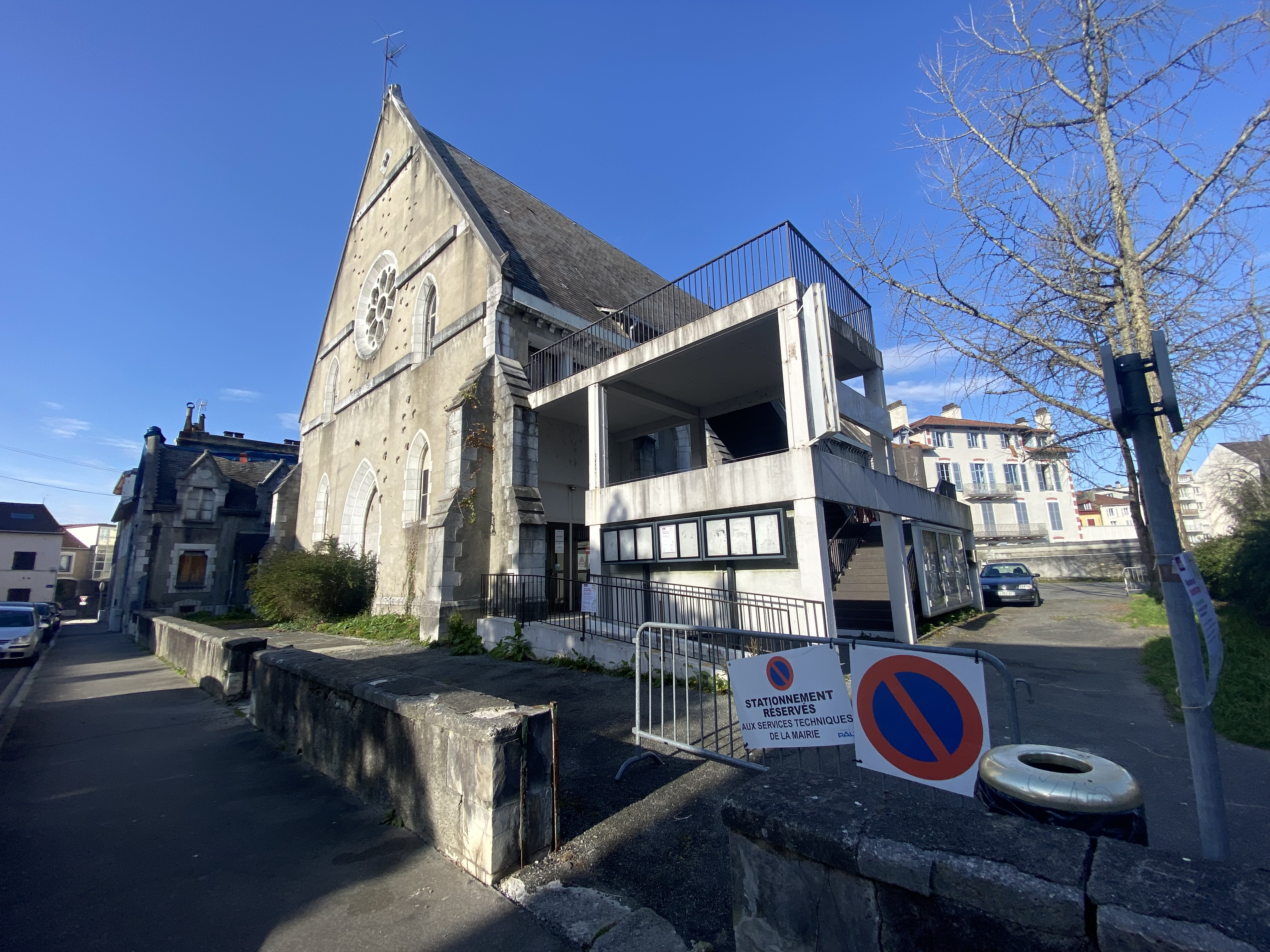
Trinity Chruch
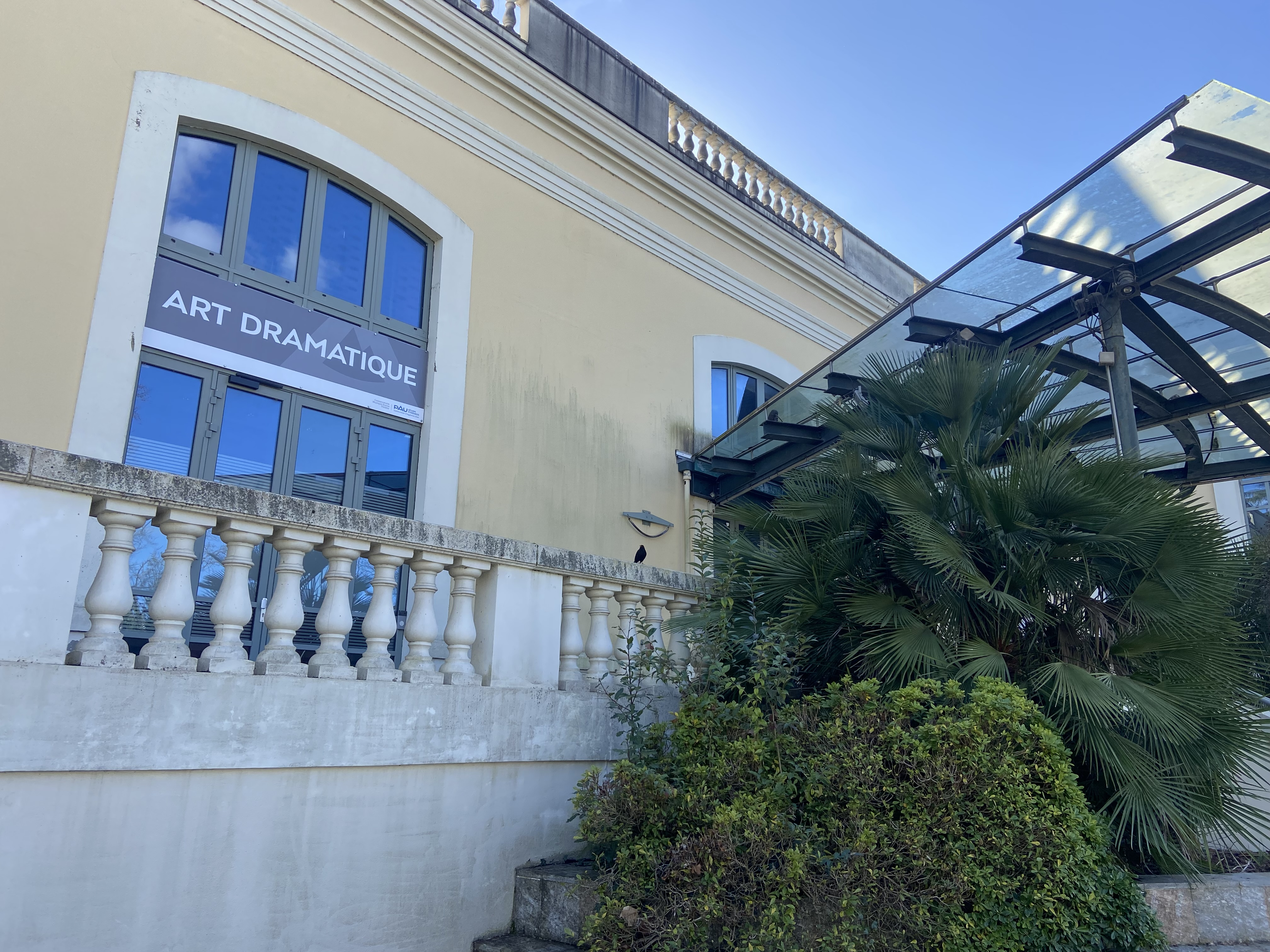
Entrée de l'ancien casino du palais Beaumont qui accueillait la section théâtre